# Theodor Neovius
Theodor Fabian Neovius, född 2 september 1833 i Sordavala, död 7 juni 1886 i Kyrkslätt, var en finländsk publicist och lärare. 
Neovius avlade en skogsexamen i Tyskland, tjänstgjorde inom den finländska forstförvaltningen 1859–1862 och ägnade sig därefter åt privat skogsvård. Han utgav tillsammans med en kompanjon det liberala veckobladet Helsingfors Posten 1864–1865, verkade därefter i tio års tid som lärare i Göteborg och blev vid återkomsten till hemlandet lektor i matematik vid folkskollärarinneseminariet i Ekenäs. Där grundade han 1881 tidningen Vestra Nyland, som han redigerade till utgången av följande år.